# George Blake (friidrottare)
George Blake, född 4 september 1878, död 6 februari 1946, var en australisk friidrottare. Han deltog vid olympiska sommarspelen 1908.